# Neolophocythere
Neolophocythere is een geslacht van kreeftachtigen uit de klasse van de Ostracoda (mosselkreeftjes).

## Soort
- Neolophocythere subquadrata Grossman, 1967